# Montauroux
Montauroux est une commune française située dans le département du Var, en région Provence-Alpes-Côte d'Azur.
Ses habitants se nomment les Montaurousiens.

## Géographie

### Localisation
Village de l'Est varois, limitrophe des Alpes-Maritimes.
Fréjus est à 29,2 km et Draguignan à 36,5 km.

### Communes limitrophes
Les communes limitrophes sont Saint-Cézaire-sur-Siagne, Le Tignet, Les Adrets-de-l'Estérel, Bagnols-en-Forêt, Callian et Tanneron.

### Géologie et relief
Village perché, Montauroux s'étage en gradins jusqu'à 310 mètres d'altitude.
La commune bénéficie de plusieurs ZNIEFF et d'espaces protégés :  Site des Gorges de la Siagne,...

### Hydrographie et eaux souterraines
Les rives du lac de Saint-Cassien sont en partie sur la commune de Montauroux. Ce lac est alimenté par le cours de plusieurs rivières et ruisseaux, dont le Biançon.
Cours d'eau sur la commune ou à son aval :
- le Reyran, qui traverse la commune[4] ;
- la Siagne longe la commune à l'est, et sert de limite communale avec Saint-Cézaire-sur-Siagne, dans les Alpes-Maritimes ;
- vallons des Moulières, de Maraval, des Oures, des Gourgs, des Combes, des Vaux, de Mailla, de Vincent, des Adrechs, de Font d'Olivier, de la Route, de Jaumounet, de Saquou, de l'Hubac de Peillon, de la Carpenée, de Laquet ;
- ruisseaux de Vernatelle, la Camiole.

### Climat
Pour des articles plus généraux, voir Climat de Provence-Alpes-Côte d'Azur et Climat du Var.
En 2010, le climat de la commune est de type climat méditerranéen franc, selon une étude du Centre national de la recherche scientifique s'appuyant sur une série de données couvrant la période 1971-2000. En 2020, Météo-France publie une typologie des climats de la France métropolitaine dans laquelle la commune est exposée à un climat méditerranéen et est dans la région climatique  Var, Alpes-Maritimes, caractérisée par une pluviométrie abondante en automne et en hiver (250 à 300 mm en automne), un très bon ensoleillement en été (fraction d’insolation > 75 %), un hiver doux (8 °C) et peu de brouillards.
Pour la période 1971-2000, la température annuelle moyenne est de 13,2 °C, avec une amplitude thermique annuelle de 15,7 °C. Le cumul annuel moyen de précipitations est de 1 003 mm, avec 6,3 jours de précipitations en janvier et 2,7 jours en juillet. Pour la période 1991-2020, la température moyenne annuelle observée sur la station météorologique de Météo-France la plus proche, « St Cézaire sur Siagne », sur la commune de Saint-Cézaire-sur-Siagne à 4 km à vol d'oiseau, est de 13,3 °C et le cumul annuel moyen de précipitations est de 970,5 mm. 
La température maximale relevée sur cette station est de 36,4 °C, atteinte le 28 juin 2019 ; la température minimale est de −8,1 °C, atteinte le 12 février 2010,,.
| Mois                                  | jan.          | fév.          | mars          | avril         | mai           | juin          | jui.          | août          | sep.          | oct.          | nov.          | déc.          | année     |
| ------------------------------------- | ------------- | ------------- | ------------- | ------------- | ------------- | ------------- | ------------- | ------------- | ------------- | ------------- | ------------- | ------------- | --------- |
| Température minimale moyenne (°C)     | 2,2           | 2             | 4,2           | 7,2           | 9,9           | 13,9          | 16,5          | 16,4          | 13,1          | 9,8           | 5,9           | 3             | 8,7       |
| Température moyenne (°C)              | 6,1           | 6,3           | 8,8           | 12            | 14,8          | 19            | 22,1          | 22            | 18,3          | 14,2          | 9,8           | 6,8           | 13,3      |
| Température maximale moyenne (°C)     | 10            | 10,6          | 13,4          | 16,7          | 19,6          | 24,2          | 27,6          | 27,7          | 23,4          | 18,6          | 13,7          | 10,7          | 18        |
| Record de froid (°C) date du record   | −4,5 17.01.13 | −8,1 12.02.10 | −3,2 11.03.10 | −1,8 02.04.22 | 2,7 05.05.19  | 5,2 01.06.06  | 10,7 11.07.07 | 9,2 23.08.07  | 4,4 28.09.07  | 0,4 29.10.12  | −3,4 27.11.10 | −6,6 19.12.09 | −8,1 2010 |
| Record de chaleur (°C) date du record | 23,5 28.01.08 | 24,5 03.02.20 | 23,1 31.03.15 | 24,7 09.04.11 | 29,6 27.05.22 | 36,4 28.06.19 | 36,1 19.07.23 | 35,6 24.08.23 | 31,4 03.09.09 | 28,9 08.10.23 | 24,8 14.11.23 | 23 30.12.21   | 36,4 2019 |
| Précipitations (mm)                   | 75,4          | 75,2          | 80,3          | 81,4          | 77,4          | 62,7          | 23,7          | 27,3          | 65,4          | 127,2         | 161,1         | 113,4         | 970,5     |

| Diagramme climatique                                  |           |             |             |             |              |              |              |              |              |              |            |
| J                                                     | F         | M           | A           | M           | J            | J            | A            | S            | O            | N            | D          |
| 102,275,4                                             | 10,6275,2 | 13,44,280,3 | 16,77,281,4 | 19,69,977,4 | 24,213,962,7 | 27,616,523,7 | 27,716,427,3 | 23,413,165,4 | 18,69,8127,2 | 13,75,9161,1 | 10,73113,4 |
| Moyennes : • Temp. maxi et mini °C • Précipitation mm |           |             |             |             |              |              |              |              |              |              |            |

Les paramètres climatiques de la commune ont été estimés pour le milieu du siècle (2041-2070) selon différents scénarios d'émission de gaz à effet de serre à partir des nouvelles projections climatiques de référence DRIAS-2020. Ils sont consultables sur un site dédié publié par Météo-France en novembre 2022.

### Voies de communications et transports

#### Réseau routier
Montauroux est accessible par la route départementale RD 562, reliant Draguignan, à Grasse, ainsi que la RD 37, puis la route nationale 7, vers le littoral. Cette route croise l'autoroute A8, au niveau de sa sortie  39.

#### Réseau ferroviaire
- La commune disposait de deux gares aujourd'hui désaffectées :
  - gare de Montauroux (Ligne Central-Var),
  - gare de Tanneron[12].
- Les gares SNCF les plus proches sont celles de Cannes et de Saint-Raphaël, pour les liaisons TGV[13].

#### Transports en commun
Un service de transport en commun, à la demande, est disponible, mise en place dans le canton de Fayence. Il permet de se rendre dans les communes des Adrets-de-l'Esterel, Fayence, Mons, Callian, Seillans, Saint-Paul-en-Forêt, Tourrettes. La commune est également desservie par les lignes Varlib no 3001, vers la gare routière de Grasse, et la ligne no 3601, vers Fréjus et Saint-Raphaël, ainsi que la ligne 3002 à destination de Cannes.

#### Transport aérien
Montauroux est accessible par l'aéroport de Nice-Côte d'Azur, dans les Alpes-Maritimes.

### Sismicité
Il existe trois zones de sismicités dans le Var :
- Zone 0 : Risque négligeable. C'est le cas de bon nombre de communes du littoral varois, ainsi que d'une partie des communes du centre Var.
- Zone Ia : Risque très faible. Concerne essentiellement les communes comprises dans une bande allant de la montagne Sainte-Victoire, au massif de l'Esterel.
- Zone Ib : Risque faible. Ce risque le plus élevé du département (qui n'est pas le plus haut de l'évaluation nationale), concerne 21 communes du nord du département.

La commune de Montauroux est en zone sismique de très faible risque « Ia ».

## Toponymie
Deux thèses sont possibles quant à la provenance du nom « Montauroux » :
- une historique, c'est le mont où Pierre d'Aurosa, chevalier, vint installer son castrum en 1040 [réf. souhaitée] ;
- une plus locale et plus populaire, liée à la langue provençale puisque monte aurosa signifie 'les monts exposés au vent'. En effet, la grande barre rocheuse calcaire exposée à l'ouest sur laquelle s'étend le vieux village, se teinte de rose lorsque le mistral a soufflé au loin.

Le nom de la commune s’écrit Montauron en occitan provençal selon la norme classique et Mountauroun selon la norme mistralienne[réf. souhaitée] .
Pour Frédéric Mistral la commune s'appelle en provençal Mount-aurous, soit le mont exposé au vent. Le "s" final se prononce et correspond au "x" de la graphie française.

## Histoire

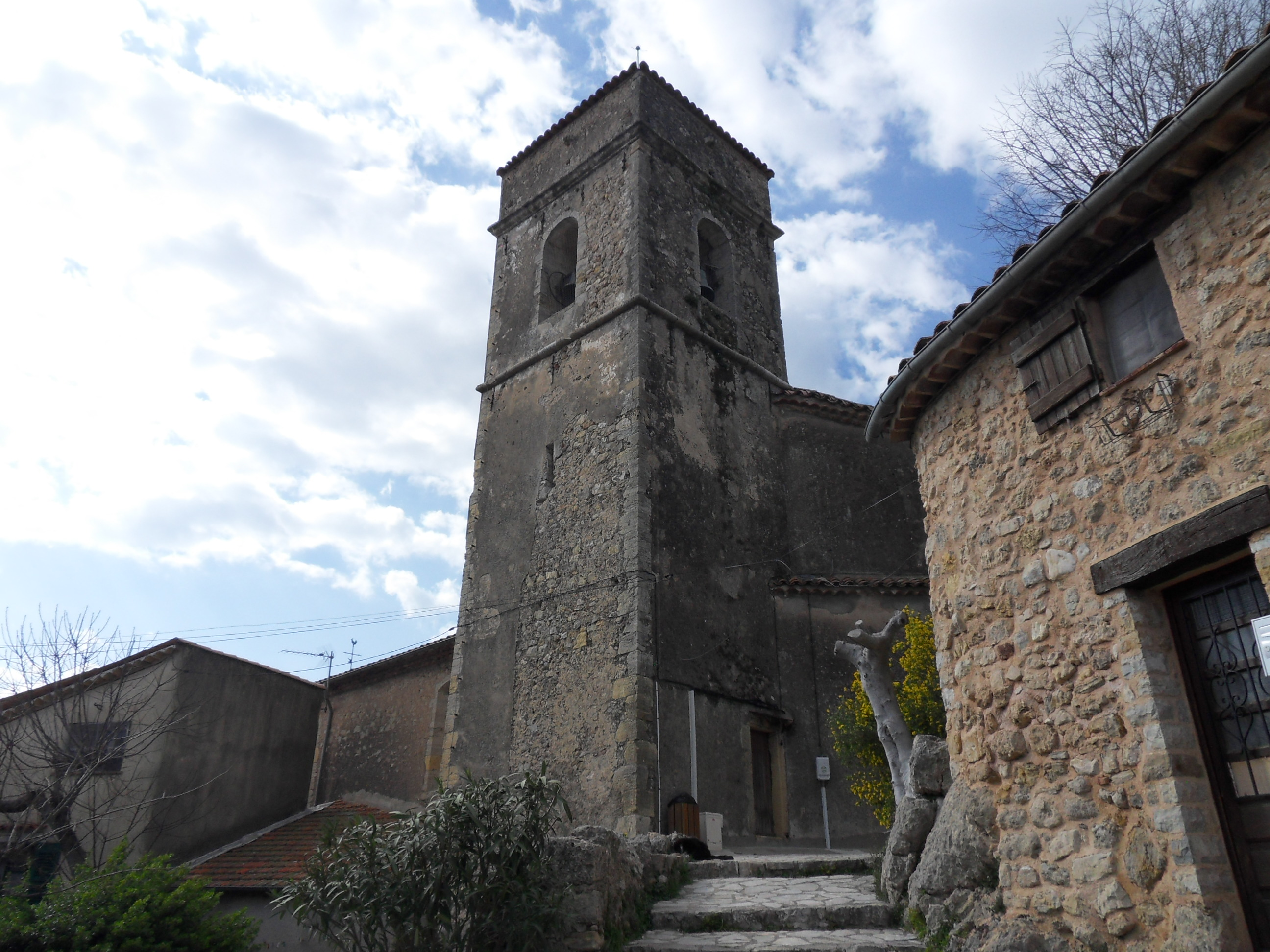
Clocher de l'église Saint-Barthélemy.

L'abbé de Mayeul (Cluny) eut parmi ses terres un domaine qui est en gros celui de l'actuelle communauté de communes du Pays de Fayence.
Même si l’on retrouve des traces de vie datant de la Préhistoire (celto-ligures) et de l’époque romaine (aqueduc romain de Fréjus à Mons), Montauroux émerge véritablement en 1044, lors de l’installation de Pierre d’Aurosa sur ce piton calcaire. La situation géographique de ce lieu est tout à fait privilégiée, entre contreforts alpins au nord, ancienne via Aurélia au sud, la rivière de la Siagne à l’ouest et l’enfilade des villages du pays de Fayence à l’ouest. Le seigneur Pierre d’Aurosa faisait partie des chevaliers de confiance que l’Église (abbaye ou évêché) installait sur leurs domaines éloignés afin de défendre les paysans et leurs biens. Construisant son « castlan » sur un rocher dominant les terres cultivables, Pierre d’Aurosa fit construire une église et contribua à l’installation de paysans dans des grottes situées au pied du rocher (maisons troglodytes) et tout autour de l’église. Avec le système des « contrats de complant », naquit la bourgeoisie paysanne et le castrum de Montauroux, qui se développa sereinement et petit à petit par le sud.
Le XIVe siècle qui apporte son lot de drame : catastrophes naturelles ravageant les cultures et engendrant la famine, la venue de la peste, sans oublier le changement de mains de la Provence. Le roi de France tentant de s’approprier la Provence, les petits fiefs fortifient leur village. Montauroux ayant déjà un embryon avec sa grosse tour carrée entourée d’un mur d’enceinte, la forteresse s’agrandit en 1365, puis furent construits des murs englobant la bourgade. Après un XVe siècle plutôt calme, où sont réglés les problèmes de seigneurie, marquisat et autres, Montauroux connaît des heures sombres avec les guerres de Religion. Les troupes de Savoie approchant, le roi Henri IV de Navarre dépêche le duc d’Epernon, alias Jean de Nogaret de la Valette, pour assurer la protection de la Provence. Mais l’ambition et le pouvoir étant les plus forts, Epernon trahit le roi, assiège Montauroux, fait pendre presque tous les défenseurs du village et démolit la forteresse. Depuis lors, les Montaurousiens ayant la rancune tenace, brûlent l’effigie du duc tous les ans, lors de la fête patronale de la Saint-Barthélemy. Après ces moments terribles, le XVIIe siècle fut une période prospère pour tous, avec la construction, sur l’emplacement même de la forteresse, de la chapelle Saint-Barthélemy, l’élévation au rang de marquisat de Montauroux, grâce au marquis Charles de Lombard, Président au Parlement d'Aix, qui finança la construction d’un hôpital et d’une chapelle à la Colle Narbonne (Colle noire actuelle), car Montauroux fut longtemps un passage sur les chemins de Saint-Jacques de Compostelle.
Après un siècle de lumière relativement calme, Montauroux connaît de grands travaux avec la création de la ligne ferroviaire Grasse-Montauroux (inauguration en 1890), le pavage des rues de 1589 à 1862 et la première amenée d’eau potable au cœur du village en 1867 par le biais de fontaine et plus tard la construction de lavoirs.
Puis les Montaurousiens firent leur propre révolution en se libérant du « joug » du marquis de Lombard.
La Première Guerre mondiale
Les Montaurousiens payèrent un lourd tribut en vies ou en prisonniers lors de la Première Guerre mondiale.
En 1931, Montauroux se sépare d’une partie de son territoire et naît ainsi la commune des Adrets de l’Estérel.
Maurice Floquet, né le 25 décembre 1894 à Poissons (Haute-Marne) et décédé le 10 novembre 2006 à Montauroux, était le cinquième dernier poilu de la Première Guerre mondiale et l'homme français vivant le plus âgé, sans doute aussi l'Européen le plus âgé et le troisième homme le plus âgé vivant au monde. Il est décédé à l'âge de 111 ans et 320 jours chez sa fille de 79 ans à Montauroux.

## Politique et administration

### Liste des maires
En 2005, la commune a été labellisée « station verte de vacances », c'était à l'époque la 2e commune du Var à faire partie de ce réseau national.
En 2010, la commune de Montauroux a été récompensée par le label « Ville Internet @@ ».
| Période                                  | Période                   | Identité                                                                                | Étiquette  | Qualité |
| ---------------------------------------- | ------------------------- | --------------------------------------------------------------------------------------- | ---------- | --- |
| 1800                                     | 1808                      | Joseph Poulle                                                                           |            | Chirurgien |
| 1808                                     | 1816                      | Joseph Bernard                                                                          |            | Propriétaire |
| 1816                                     | 1821                      | Alexandre-Paul Poulle                                                                   |            | |
| 1821                                     | 1822                      | Étienne-François Poulle                                                                 |            | |
| 1822                                     | 1831                      | François Ollivier                                                                       |            | Propriétaire |
| 1831                                     | 1840                      | Louis Giraud                                                                            |            | Notaire |
| 1840                                     | 1846                      | Jean-François Giraud                                                                    |            | Propriétaire |
| Les données manquantes sont à compléter. |                           |                                                                                         |            | |
| 1855                                     | 1858                      | François-Augustin Poulle                                                                |            | Capitaine du génie, ingénieur en chef des ponts et chaussées |
| 1858                                     | 1858                      | François-Athanase Léget                                                                 |            | Avocat, notaire |
| 1865                                     | 1865                      | Jean-Joseph-Antoine Mus                                                                 |            | Propriétaire |
| 1865                                     | 1867                      | Louis-Christophe Truc                                                                   |            | Propriétaire |
| 1867                                     | 1873                      | Joseph Renoux                                                                           |            | Propriétaire |
| 1873                                     | 1873                      | Auguste Raybaud                                                                         |            | Propriétaire |
| 1874                                     | 1876                      | Joseph Renoux                                                                           |            | Propriétaire |
| 1876                                     | 1878                      | Jean-André Mouis                                                                        |            | Propriétaire |
| 1878                                     | 1884                      | Antoine Isaurat                                                                         |            | Notaire |
| 1884                                     | ?                         | Ange Ricard                                                                             |            | Rentier |
| Les données manquantes sont à compléter. |                           |                                                                                         |            | |
| 30 novembre 1919                         | octobre 1941              | Baptistin Bonnet                                                                        | Socialiste | Menuisier, charron |
| octobre 1941                             | 1945                      | Le gouvernement de Vichy remplace le Conseil et son maire par une commission municipale |            | |
| 1945                                     | 1947                      | Baptistin Bonnet                                                                        | Socialiste | Menuisier, charron |
| 1947                                     | mai 1953                  | Léopold Hustache                                                                        | PCF        | Cultivateur, propriétaire Président de la délégation municipale en 1944, élu en 1945                                                                                               |
| 1953                                     | 1967                      | Camille Pauc                                                                            |            | |
| 1967                                     | 1989                      | Jacques Krempff                                                                         | PCF        | Professeur |
| mars 1989                                | mars 2014                 | Jean-Pierre Bottero                                                                     | UMP diss.  | Chef d'entreprise Président du SIVOM du Pays de Fayence (1999 → 2006) Président de la CC du Pays de Fayence (2006 → 2014) Suppléant du député Olivier Audibert-Troin (2012 → 2017) |
| mars 2014                                | En cours (au 27 mai 2020) | Jean-Yves Huet                                                                          | SE-DVC     | Médecin généraliste 8e vice-président de la CC du Pays de Fayence (2014 → 2020) 1er vice-président de la CC du Pays de Fayence (2020 → ) Réélu pour le mandat 2020-2026            |

### Jumelages
La commune de Montauroux n'a, pour l'instant, aucun accord de jumelage avec une autre commune.

### Politique environnementale
Le site des gorges de la Siagne est protégé par le programme Natura 2000. Il comporte plusieurs types de milieux : forêts mixtes, landes, rochers, steppes, eaux douces, mais surtout quelques milieux naturels remarquables : la rivière aux eaux calcaires induit la formation de tufs. De plus, la zone héberge quelques espèces rares en Provence : charme, certaines fougères, ainsi qu'une espèce endémique, Erodium rodiei. Treize espèces de chauves-souris sont présentes sur le lieu, dont le Vespertilion de Capaccini ou le Minioptère de Schreibers. La Siagne n'est pas en reste, avec la présence d'écrevisse à pattes blanches ou de Barbeau méridional. Les activités humaines (dont le tourisme vert) et leurs aménagements, ainsi que les risques d'incendies sont particulièrement surveillés, pour un impact restreint.

## Urbanisme

### Typologie
Au 1er janvier 2024, Montauroux est catégorisée petite ville, selon la nouvelle grille communale de densité à sept niveaux définie par l'Insee en 2022.
Elle appartient à l'unité urbaine de Montauroux, une agglomération intra-départementale regroupant deux  communes, dont elle est ville-centre,,. Par ailleurs la commune fait partie de l'aire d'attraction de Cannes - Antibes, dont elle est une commune de la couronne,. Cette aire, qui regroupe 24 communes, est catégorisée dans les aires de 200 000 à moins de 700 000 habitants,.

### Occupation des sols
L'occupation des sols de la commune, telle qu'elle ressort de la base de données européenne d’occupation biophysique des sols Corine Land Cover (CLC), est marquée par l'importance des forêts et milieux semi-naturels (63,2 % en 2018), en diminution par rapport à 1990 (65,7 %).
La répartition détaillée en 2018 est la suivante : 
forêts (44,7 %), milieux à végétation arbustive et/ou herbacée (18,5 %), zones urbanisées (16,5 %), zones agricoles hétérogènes (9,6 %), eaux continentales (5,2 %), prairies (3,2 %), zones industrielles ou commerciales et réseaux de communication (1,7 %), cultures permanentes (0,7 %). L'évolution de l’occupation des sols de la commune et de ses infrastructures peut être observée sur les différentes représentations cartographiques du territoire : la carte de Cassini (XVIIIe siècle), la carte d'état-major (1820-1866) et les cartes ou photos aériennes de l'IGN pour la période actuelle (1950 à aujourd'hui).

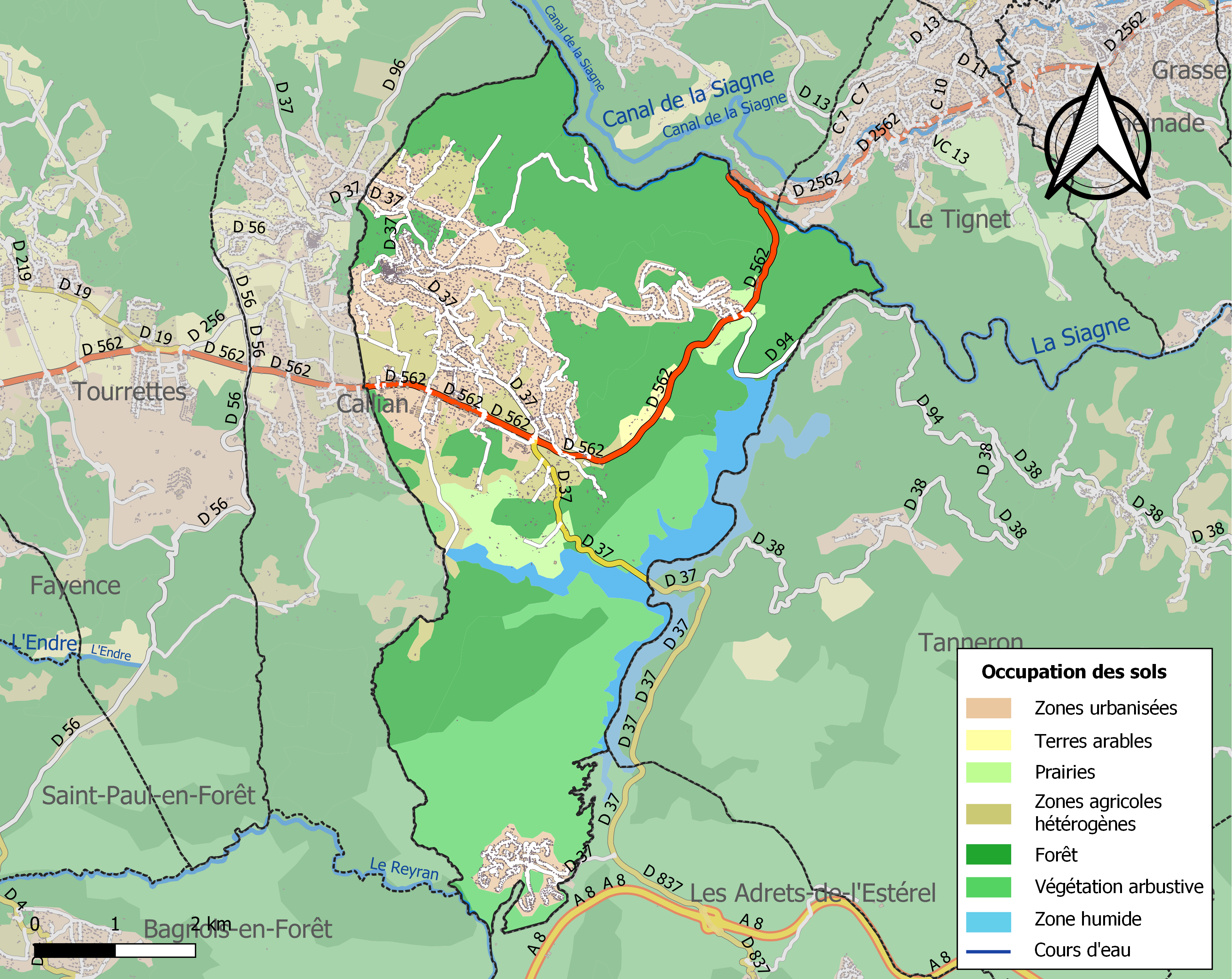
Carte des infrastructures et de l'occupation des sols de la commune en 2018 (CLC).

## Intercommunalité
La commune est membre de la communauté de communes du Pays de Fayence.
|         | Saint-Cézaire-sur-Siagne (Alpes-Maritimes) | Le Tignet (Alpes-Maritimes) |
| Callian | Montauroux                                 | Tanneron                    |
|         | Bagnols-en-Forêt                           | Les Adrets-de-l'Esterel     |

## Population et société

### Démographie
L'évolution du nombre d'habitants est connue à travers les recensements de la population effectués dans la commune depuis 1793. Pour les communes de moins de 10 000 habitants, une enquête de recensement portant sur toute la population est réalisée tous les cinq ans, les populations de référence des années intermédiaires étant quant à elles estimées par interpolation ou extrapolation. Pour la commune, le premier recensement exhaustif entrant dans le cadre du nouveau dispositif a été réalisé en 2004.

En 2022, la commune comptait 6 787 habitants, en évolution de +6,95 % par rapport à 2016 (Var : +4,98 %, France hors Mayotte : +2,11 %).
| 1793  | 1800  | 1806  | 1821  | 1831  | 1836  | 1841  | 1846  | 1851  |
| ----- | ----- | ----- | ----- | ----- | ----- | ----- | ----- | ----- |
| 1 221 | 1 160 | 1 165 | 1 361 | 1 469 | 1 527 | 1 687 | 1 728 | 1 782 |

| 1856  | 1861  | 1866  | 1872  | 1876  | 1881  | 1886  | 1891  | 1896  |
| ----- | ----- | ----- | ----- | ----- | ----- | ----- | ----- | ----- |
| 1 746 | 1 779 | 1 736 | 1 292 | 1 420 | 1 403 | 1 374 | 1 220 | 1 111 |

| 1901  | 1906  | 1911  | 1921 | 1926 | 1931  | 1936 | 1946 | 1954 |
| ----- | ----- | ----- | ---- | ---- | ----- | ---- | ---- | ---- |
| 1 005 | 1 014 | 1 006 | 927  | 935  | 1 062 | 903  | 956  | 864  |

| 1962 | 1968  | 1975  | 1982  | 1990  | 1999  | 2004  | 2006  | 2009  |
| ---- | ----- | ----- | ----- | ----- | ----- | ----- | ----- | ----- |
| 910  | 1 053 | 1 375 | 1 997 | 2 773 | 4 017 | 4 526 | 4 743 | 5 653 |

| 2014  | 2019  | 2022  | - | - | - | - | - | - |
| ----- | ----- | ----- | - | - | - | - | - | - |
| 6 218 | 6 548 | 6 787 | - | - | - | - | - | - |

### Enseignement
Les établissements scolaires de Montauroux dépendent de l'académie de Nice. Les élèves de la commune commencent leurs études sur la commune, qui dispose d'une école maternelle, Les Cerisiers, de deux écoles primaires, Marcel-Pagnol et « école primaire du Lac ». Le collège Léonard-de-Vinci, situé sur le territoire de Montauroux, regroupe les collégiens du village, ainsi que ceux de Callian, Tanneron et Les Adrets-de-l'Esterel.

### Santé
Professionnels et établissements de santé : médecin, dentiste, kinésithérapeutes, chiropracteur, ostéopathes, infirmiers, pharmacies, Laboratoire d'analyse, opticien, orthophoniste...
- Centre hospitalier intercommunal Fréjus-Saint-Raphaël,
- Centre hospitalier de la Dracénie.

### Culte
La paroisse catholique de Saint-Barthélemy dépend du diocèse de Fréjus-Toulon, doyenné de Fréjus. Le temple de Église réformée de France le plus proche se trouve à Grasse. Les Églises évangéliques les plus proches se situent à Fréjus et à Grasse.

### Célébrité
Parmis les habitants de la commune, certains ont une notoriété qui mérite d'être reconnue, notamment Zyad Sznaider

## Économie
Avant la Révolution, Montauroux vivote avec ses récoltes de blé, de fruits et d’olives ainsi que l’élevage du ver à soie.
Si l’agriculture fut l’activité économique principale de Montauroux (vignes, céréales, vergers et oliviers), il ne faut pas oublier l’élevage ovin fournissant les tanneries grassoises ainsi que plus tard la culture des fleurs à parfum toujours pour les usines grassoises ; l’exploitation des mines de charbons et spath fluor de la commune faisant travailler scieurs de long, cordonniers, bourreliers…

### Revenus de la population et fiscalité

#### Budget et fiscalité 2020

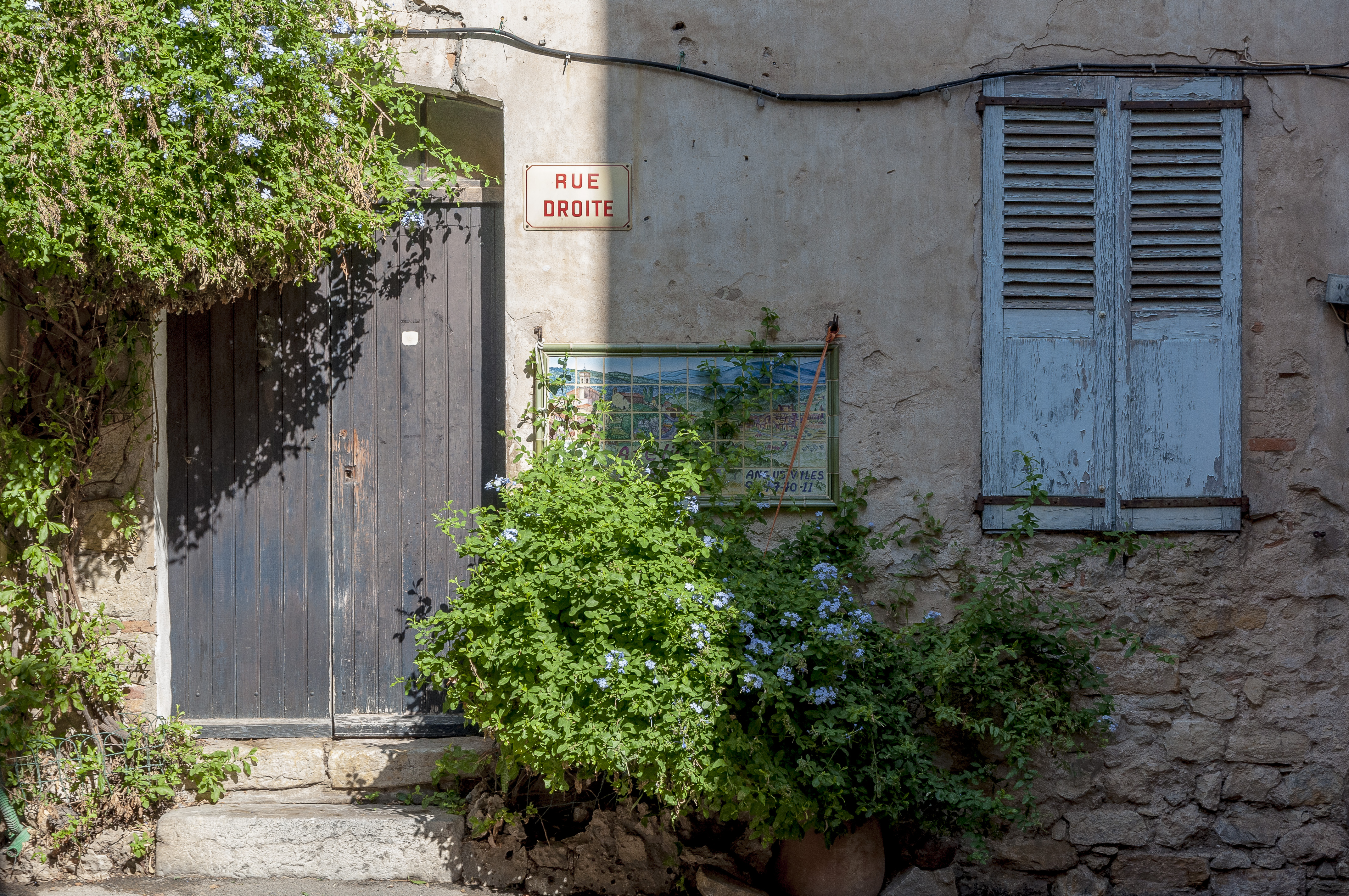
Montauroux, rue droite.

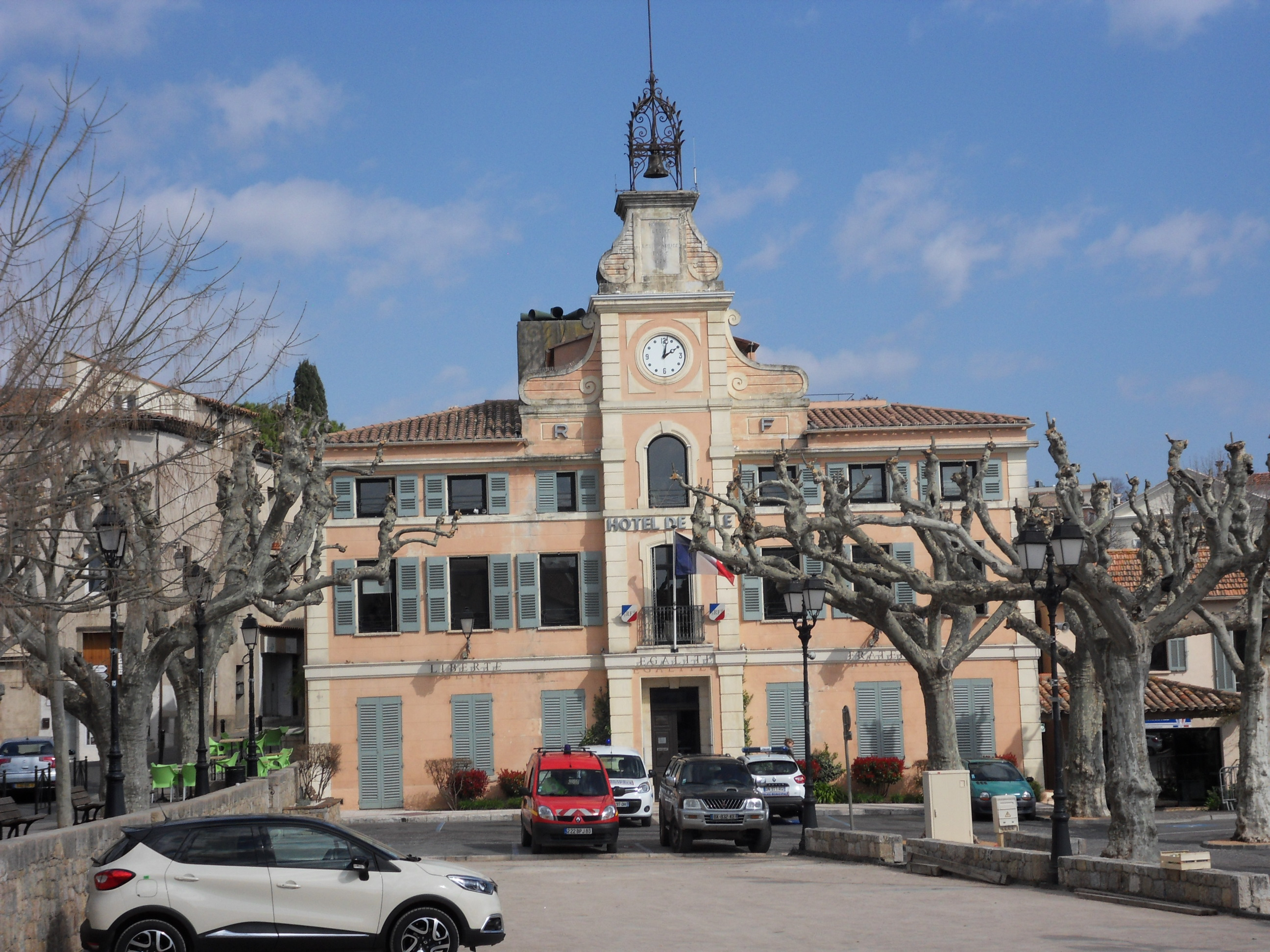
L'hôtel de ville.

En 2020, le budget de la commune était constitué ainsi :
- total des produits de fonctionnement : 6 712 000 €, soit 1 026 € par habitant ;
- total des charges de fonctionnement : 6 506 000 €, soit 995 € par habitant ;
- total des ressources d’investissement : 3 211 000 €, soit 491 € par habitant ;
- total des emplois d’investissement : 3 204 000 €, soit 490 € par habitant.
- endettement : 3 219 000 €, soit 492 € par habitant.

Avec les taux de fiscalité suivants :
- taxe d’habitation : 15,44 % ;
- taxe foncière sur les propriétés bâties : 12,00 % ;
- taxe foncière sur les propriétés non bâties : 46,77 % ;
- taxe additionnelle à la taxe foncière sur les propriétés non bâties : 0,00 % ;
- cotisation foncière des entreprises : 0,00 %.

Chiffres clés Revenus et pauvreté des ménages en 2018 : Médiane en 2018 du revenu disponible, par unité de consommation : 24 210 €.

### Entreprises et commerces

#### Agriculture
- Élevage de bovin, caprin et de volailles ainsi qu'éleveur de caprin.
- Agriculteurs.

La Communauté de communes Pays de Fayence a élaboré un Plan d’Orientations Pastorales Intercommunal (POPI), programme d’actions pour le maintien et le développement des élevages pastoraux et sylvopastoraux.

#### Tourisme
- Restaurants[51].
- Hôtel Le relais du lac, Résidences de tourisme Holiday Residence, Résidence Lagrange Prestige Les bastides des chaumettes[52],
- Exploitation de gites ruraux[53] (Haute Vue[54],...).
- Campings, Camp de loisirs du lac,
- Chambres d'hôtes.

#### Commerces
- Commerces et services de proximité[55].
- La verrerie de Montauroux : créée en 1970, elle avait pour but la fabrication de mosaïques en pâte de verre ; désormais un souffleur de verre fabrique divers produits décoratifs, des bijoux et de la vaisselle en verre

## Culture locale et patrimoine

### Lieux et monuments
Patrimoine religieux :

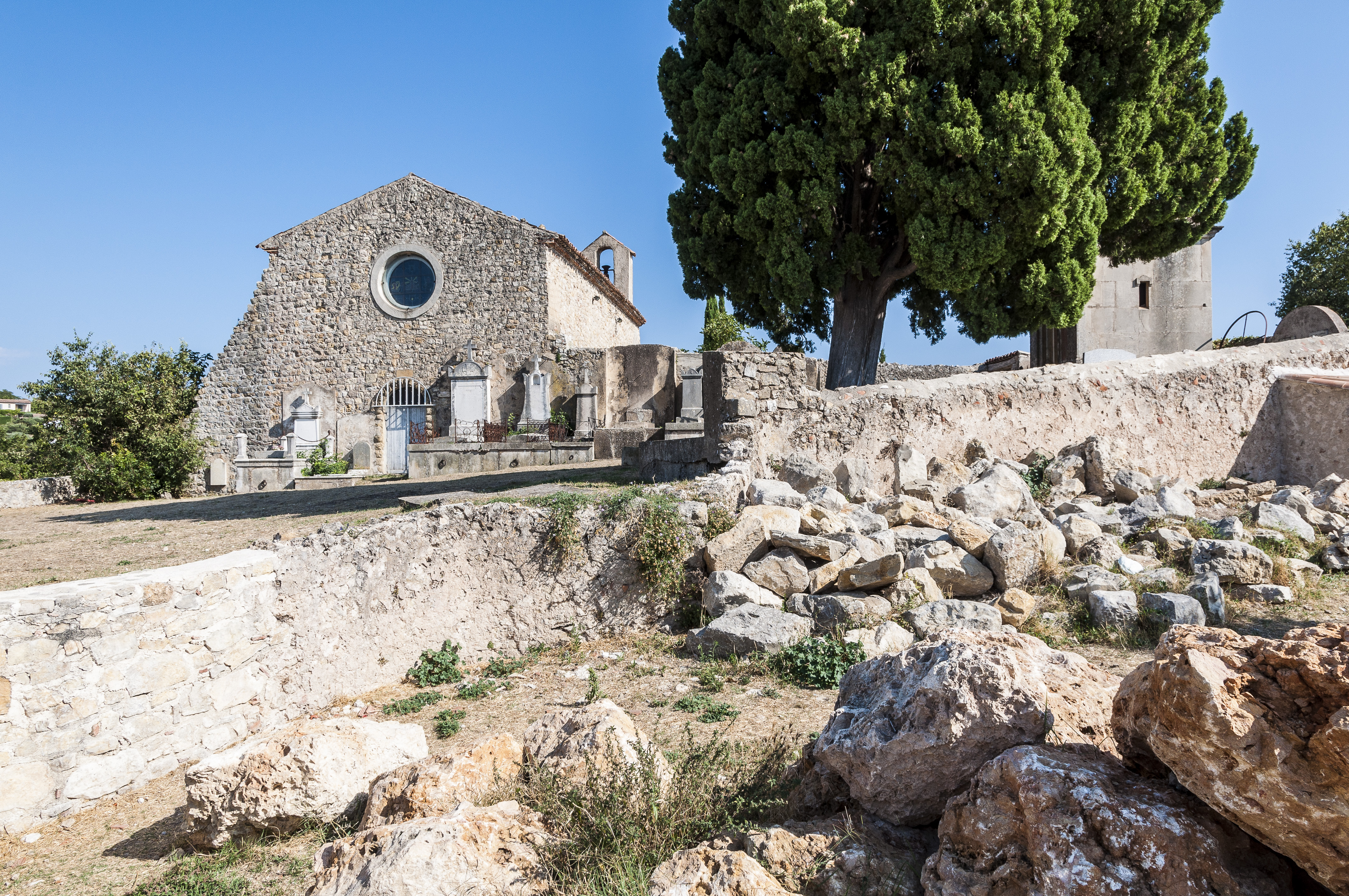
Chapelle Saint-Barthélemy et son cimetière.

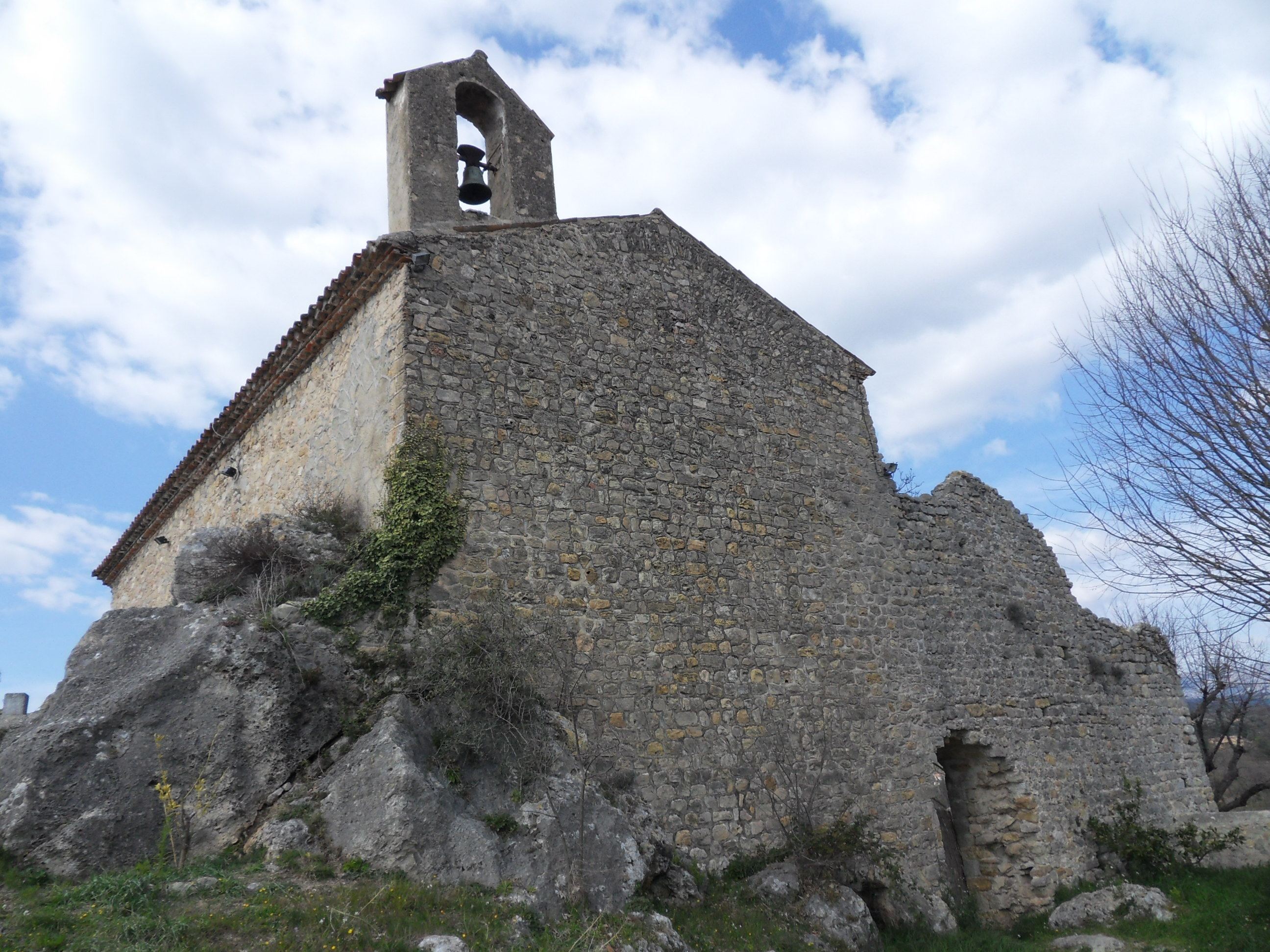
Chapelle Saint-Barthélemy.

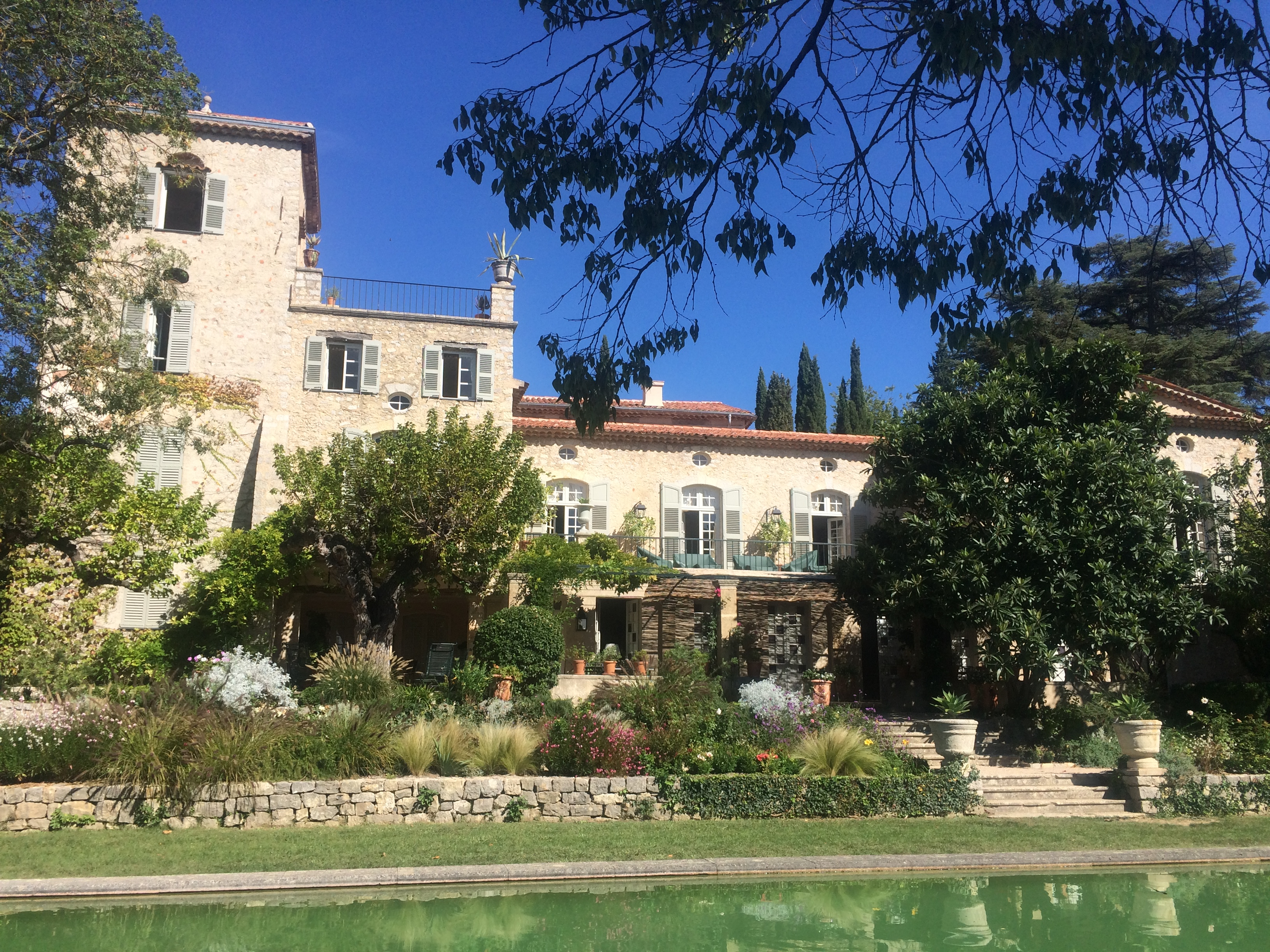
Façade Sud du château de La Colle Noire.

- Les ruines d'une église, connue à partir du milieu du XIIe siècle sous le vocable de Sainte-Marie d'Embrian[56].
- L'église Saint-Barthélemy, église paroissiale, déjà mentionnée sur le cartulaire de Lérins au XIIe siècle, elle a été agrandie en 1691. Comme celle de Callian, son toit était en tuiles vernissées[57], sa cloche date de 1724[58] et son orgue restauré en 1974[59].
- La chapelle Saint-Barthélemy[60], en haut du village, est léguée, en 1953, à la commune par Christian Dior, après l'avoir restaurée.
- La chapelle Saint-Michel de Cavaroux de Cuxa[61], de style roman, également mentionnée au cartulaire de Lérins, dès le XIe siècle, elle fut vendue comme bien nationale à la Révolution française. La municipalité l'a rachetée en 1887.
- Monuments commémoratifs[62].

Patrimoine civil :
- Le château de La Colle Noire, appelé aussi le château Dior.
- Plusieurs fontaines et lavoirs[63].

### Patrimoine naturel
- Les gorges de la Haute-Siagne ont un intérêt écologique, notamment par la présence de treize variétés de chauves-souris protégées. Le site est protégé Natura 2000[29].
- Les Bambous du Mandarin[64].

### Personnalités liées à la commune
- Henri-Emmanuel Poulle (1792-1877), député sous la monarchie de Juillet et haut magistrat provençal, ancien propriétaire du domaine de La Colle Noire, protecteur de la chapelle Saint-Barthélemy.
- Maurice Floquet (1894-2006), doyen des hommes français jusqu'au 10 novembre 2006, vivait dans la commune.
- Christian Dior (1905-1957), grand couturier français, séjourna dans la commune dans son château de La Colle Noire de 1950 à 1957, date de sa disparition prématurée. Il avait acquis une vieille demeure bourgeoise qu'il transforma entièrement.

En achetant cette demeure et les terres alentour, il avait aussi acquis la chapelle Saint-Barthélemy qui domine le village, édifiée à l'emplacement d'une forteresse détruite par le duc d'Épernon durant les guerres religieuses du XVIe siècle.
Il la légua à la ville qui en assure l'entretien, à la fois pour le culte (à quelques occasions) et pour des manifestations culturelles régulières.
Elle est représentative d'un art « rural » du début du XVIIIe siècle, à la fois naïf et symbolique, et est entièrement recouverte intérieurement de boiseries peintes.
- Nicola Rosini Di Santi (1959-) sculpteur italien y vit.

### Héraldique
|  | Les armoiries de Montauroux se blasonnent ainsi : D'argent à la fasce alésée combinée à un chevron le tout de gueules, et à la croix haussée et alésée du même brochant sur le tout (d'Hozier). |

### Manifestations sportives, culturelles et festivités
- La Ronde de Montauroux, une course cycliste disputée au mois de mars et fait partie du calendrier régional de la Fédération française de cyclisme depuis 2010. De 1968 à 1983 cette course réservée aux coureurs professionnels était disputée sous forme de critérium.